# Karfa Diallo
Œuvres principales
- Triangle doré (2008)
- Matins noirs (2010)
- Sénégal – France, mémoires d’alternances inquiètes (2015)
- Les légions de Senghor, recueil de poèmes (2017)

Karfa Diallo est un essayiste, éditorialiste et consultant franco-sénégalais, né à Thiaroye en 1971, et installé à Bordeaux depuis 1995.
Engagé depuis de nombreuses années sur les questions de diversité culturelle et de travail de mémoire, en particulier autour de l’esclavage et de la colonisation, il dirige actuellement l’association internationale Mémoires & Partages, basée à Bordeaux, Bayonne, La Rochelle, Le Havre, Dakar, Paris et Poitiers. À ce titre, il a participé à la reconnaissance du passé négrier de la ville girondine, et est parvenu à faire poser des plaques explicatives dans les rues honorant des négriers à Bordeaux, La Rochelle, Nantes et Le Havre. À l'international, il a obtenu le vote par le Sénégal de la première loi africaine reconnaissant la traite des noirs et l’esclavage comme un crime contre l’humanité.
Auteur de plusieurs essais poétiques et politiques, il réalise également de nombreuses expositions documentaires sur la mémoire, parmi lesquelles Frères d’âme, héritages croisés de la Première Guerre mondiale, qui a reçu le label de la Mission centenaire 14-18.
En 2019, à la demande de l'ancien Premier ministre Jean-Marc Ayrault, Karfa Diallo intègre le conseil d'orientation de la Fondation pour la mémoire de l'esclavage.

## Biographie
Né le 16 mars 1971 à Thiaroye, dans la banlieue de Dakar, Karfa Sira Diallo est le fils d'Abdoulaye Diallo, ancien combattant français de la guerre d'Algérie ayant des origines peules et kabyles, devenu ensuite infirmier dans l'armée sénégalaise ; et de Soukeyna Doucouré, diola originaire de Casamance. Il est l'aîné d’une famille qui comptera vingt-cinq enfants.
Selon Karfa Diallo, son père « était très reconnaissant vis-à-vis de l’armée, qui lui a appris un métier, mais cette reconnaissance ne lui a pas été rendue. Je me suis opposé à lui tôt, influencé par les idées communistes et syndicalistes. ».
La culture de l’opposition caractérise très tôt son parcours : « j’étais un élève peu studieux, concède-t-il. Turbulent, curieux, je défiais souvent l’autorité. Évidemment, l’adolescence a été conflictuelle face à un père autoritaire qui utilisait souvent la force. L’obligation d’exemplarité de l’aîné me pesait. Mon engagement commence au collège avec le syndicalisme étudiant ».
Karfa Diallo passe son bac à Pikine, au lycée Seydina-Limamou-Laye. Poursuivant ensuite des études en droit à l’université Cheikh-Anta-Diop de Dakar, il y est représentant des étudiants. Après une maîtrise en administration publique en 1996, il poursuit ses études en France pour un troisième cycle à Sciences Po Bordeaux. Il justifie son arrivée en France ainsi : « j’avais peut-être besoin de m’éloigner, j’étais attiré par le mirage occidental… Il fallait aller trouver des “armes miraculeuses”, comme dit Césaire, dans l’antre de l’oppresseur, afin de le comprendre ». Durant ses études à Bordeaux, Karfa devient secrétaire général de l’Association des étudiants sénégalais, puis président d’Africapac (Fédération des associations étudiantes d’Afrique, des Caraïbes et du Pacifique).
Après une première expérience professionnelle chez Ford à Blanquefort, il travaille ensuite une dizaine d’années comme juriste pour Sida Info Service.
Parallèlement à ce travail, Karfa Diallo s'engage activement dans le monde associatif et militant, principalement autour des questions du vivre-ensemble et du travail de mémoire concernant l'esclavage et la colonisation, aussi bien en France qu'en Afrique. C'est dans ce cadre qu'il fonde l'association Mémoires & Partages, et lance plusieurs campagnes qu'il défend pendant plusieurs dizaines d'années. Les principales étant la construction d'un Mémorial de l'esclavage à Bordeaux, la sensibilisation à la signalétique urbaine célébrant des esclavagistes (les plaques des rues portant des noms de négriers) et la réhabilitation des tirailleurs naufragés de l'Afrique.
En 2010, il connaît une période de doute et exprime une certaine forme d'impuissance, qui l'amène à dissoudre DiversCités, la première association qu'il a fondée. C'est à ce moment qu'il publie son premier essai, Matins noirs, présenté comme un long poème.
Finalement, l'année suivante, il retrouve l'énergie suffisante pour reprendre le combat associatif. Karfa Diallo met alors en place la visite guidée Le Bordeaux nègre qu'il propose au public à partir de 2012. La notoriété de son combat pour la mémoire de l'esclavage dépasse progressivement les frontières du pays, et, le 24 juin 2020, il fait la une du New York Times.
Depuis 2014, Karfa Diallo est aussi consultant et directeur de l’agence de communication KakatArt Consulting, spécialisée dans l’Intelligence mémorielle.

## Engagement associatif et militant

### Mémoire de l'esclavage à Bordeaux, La Rochelle, Le Havre, Bayonne et Paris

#### L'association DiversCités et la Fondation pour le mémorial de la traite des noirs
En 1998, Karfa Diallo fonde une première association, DiversCités, qui travaille notamment à la reconnaissance du passé négrier de Bordeaux. En parallèle, il crée le 10 mai 2006, à l’Assemblée nationale, la Fondation pour le mémorial de la traite des noirs, placée sous la présidence d’honneur de Patrick Chamoiseau, Noël Mamère, Roni Brauman et Françoise Vergés. Cette association, installée à Bordeaux, se donne comme objectif de « promouvoir un travail de mémoire serein et apaisé autour des héritages de la traite des noirs et de l’esclavage au niveau local, national et international ».
Face à la pression exercée par l'association de Karfa Diallo, la municipalité de Bordeaux, alors dirigée par Hugues Martin, met en place en 2005 un Comité de Réflexion sur la Traite des noirs. Celui-ci, présidé par le journaliste et écrivain Denis Tillinac, regroupe des dignitaires religieux, des historiens, les présidents du Port autonome et de la Chambre de commerce, ainsi que des militants associatifs dont Karfa Diallo. Dans son rapport final, le comité dresse un état des lieux des connaissances historiques (150 000 africains déportés par 150 armateurs bordelais), et fait des propositions pour pérenniser ce travail de mémoire. Tout d'abord il y a l'installation d'une plaque commémorative sur les quais, inaugurée l'année suivante par Hugues Martin. Ce dernier déplorera plus tard sa taille ridicule. Puis la seconde proposition retenue est la mise en place d'un lieu destiné à la transmission de cette histoire. Confiée au Musée d'Aquitaine, elle permet l'ouverture en 2009 de quatre salles permanentes consacrées à Bordeaux au XVIIIe siècle, le commerce atlantique et l'esclavage. En revanche, deux propositions de Karfa Diallo sont rejetées : la construction d'un mémorial ex nihilo (indépendant des musées) et l'installation de plaques explicatives sur les rues portant des noms de négriers, au motif que cela « choquerait la population » et « jetterait l’opprobre sur des familles dont d’ailleurs certains membres ont pu être abolitionnistes ».

#### L'association internationale Mémoires et Partages
En 2013, afin élargir le domaine d'action de l’association aux questions coloniales et inter-mémorielles, la fondation change de nom et devient l'association internationale Mémoires & Partages. En 2020, des antennes sont créées dans deux autres ports négriers : Le Havre et La Rochelle. En 2021, ce sont les villes de Bayonne et Paris qui inaugurent à leur tour des antennes. Enfin, en 2025, une antenne est créée à Poitiers.

### Renommer les rues de négriers ou mettre des plaques explicatives?
Depuis la fin des années 2000, l'association Mémoires & Partages questionne les municipalités des principaux ports négriers sur les noms de rues qui honorent des personnalités ayant contribué à l'esclavage. Elle obtiendra finalement l'installation de plaques explicatives dans certaines voies des villes de Bordeaux, La Rochelle, Nantes et Le Havre.

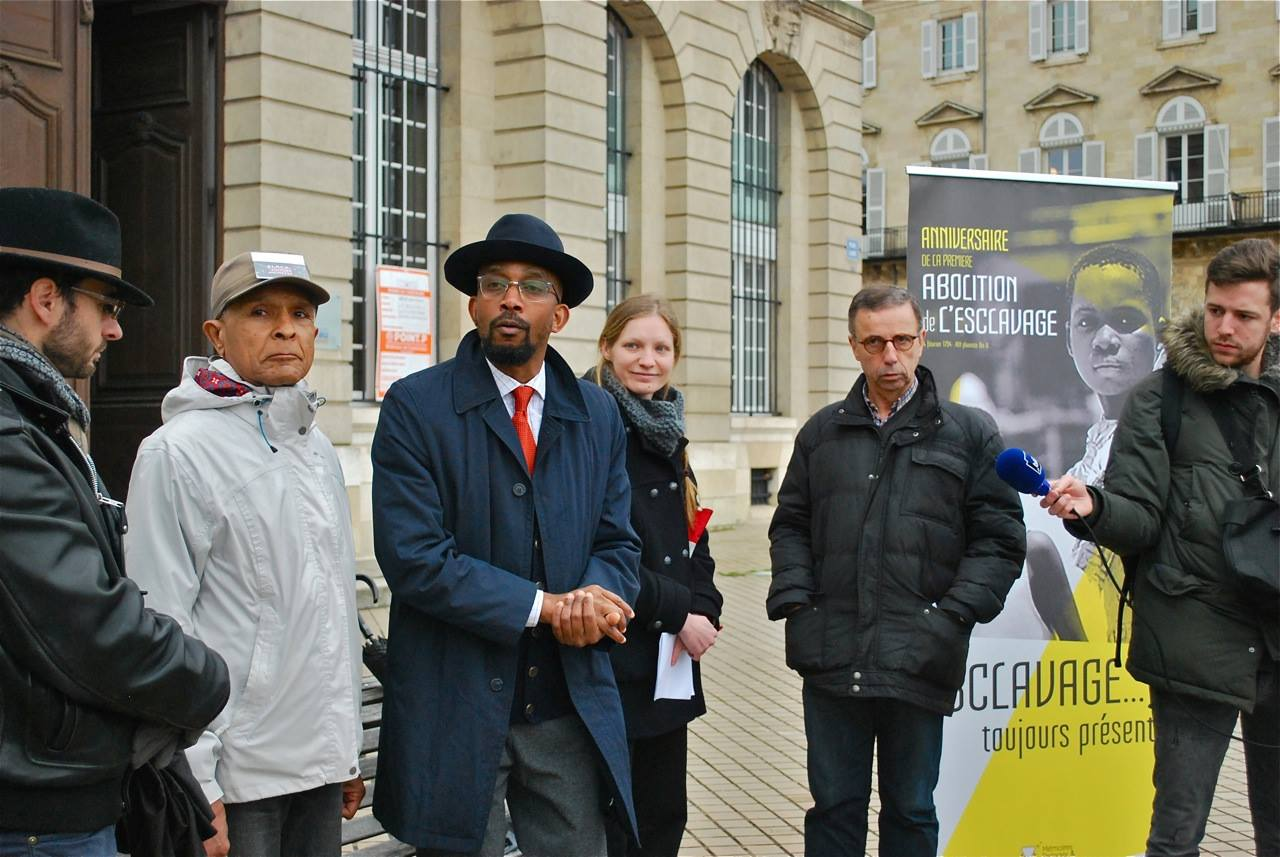
Happening organisé le 20 février 2018 à Bordeaux en présence du conseiller municipal Pierre Hurmic (EELV) et de la député suppléante Tiphaine Maurin (LFI).

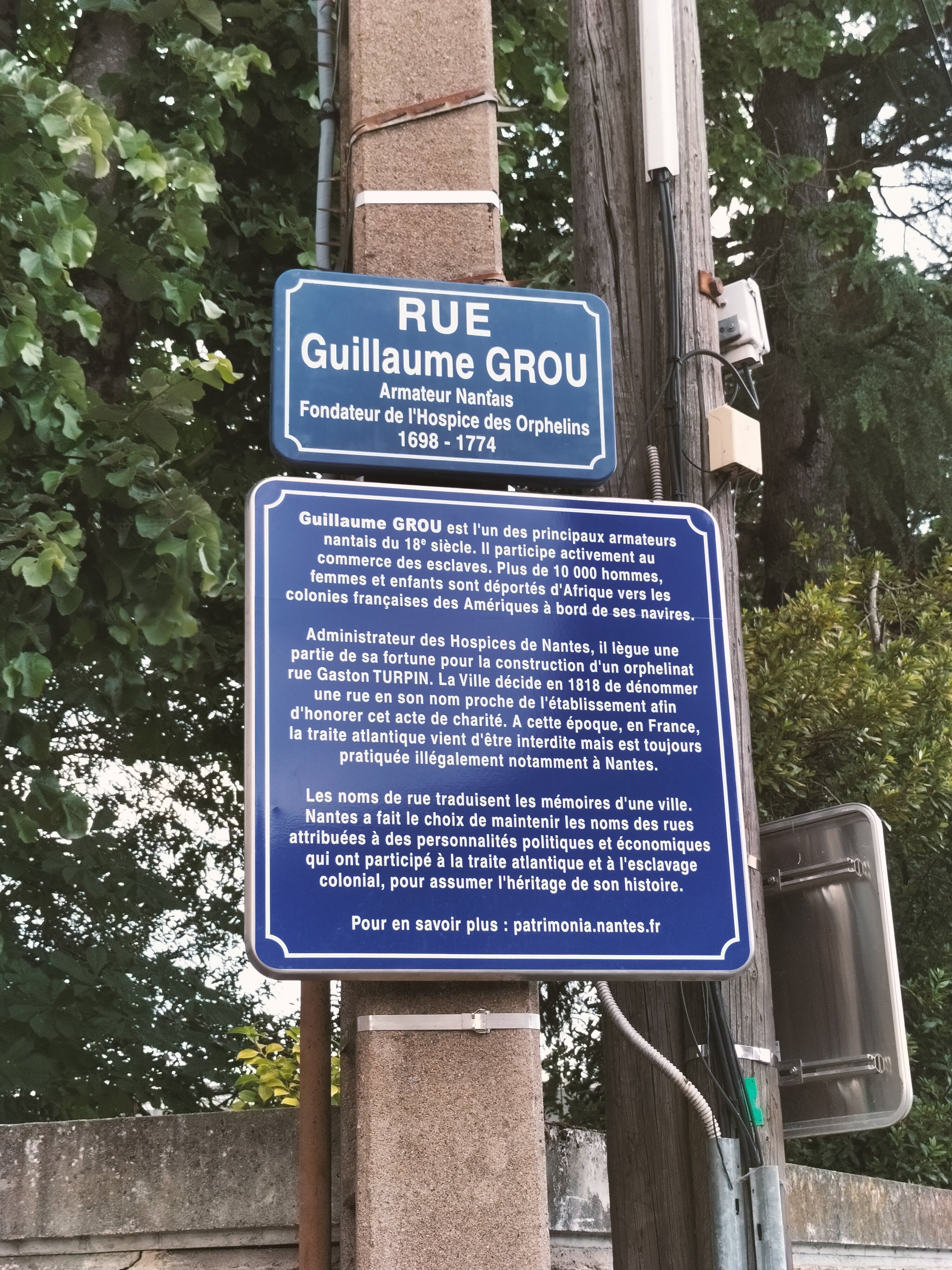
Plaque explicative rue Guillaume Grou à Nantes, installée en 2023.

En 2009, Karfa Diallo et son association lancent une campagne publique intitulée « Débaptiser les rues de négriers ? ». Celle-ci vise surtout à ouvrir le débat, d'où le point d'interrogation à la fin de son slogan, sur les rues honorant par leurs noms des négriers (armateurs ou esclavagistes) dans les cinq principaux ports négriers français : Nantes, La Rochelle, Le Havre, Bordeaux et Marseille. Dès le début, la campagne de l'association Mémoires & Partages suggère, soit de rebaptiser les rues honorant des criminels, soit a minima d'apposer des plaques explicatives, idée que Karfa Diallo avait déjà présentée dès 2005 au Comité Tillinac, mais qui avait été rejetée.
Cette campagne de longue haleine, relancée plusieurs fois à l'occasion des élections municipales, commence à porter ses fruits puisqu'en 2020 la ville de Bordeaux décide finalement d'installer des plaques explicatives dans cinq rues portant les noms d'armateurs négriers,. Si Karfa Diallo a salué ce geste encourageant, il souhaite que la mairie aille plus loin en s'intéressant aussi aux rues portant des noms d'esclavagistes (personnes possédant des plantations coloniales et leurs esclaves). Il obtient ainsi, en mai 2022, que la rue Colbert s'ajoute à ces premières rues.
En 2021, vingt ans après la loi Taubira, la ville de La Rochelle accepte, après plusieurs refus, d'étoffer certaines plaques de rues, afin de mentionner le lien entre leurs noms et la traite négrière,.
La ville de Nantes avait donné son accord en 2018 pour les plaques explicatives, puis est revenue sur sa décision en 2020. Elle accède finalement à cette demande en 2023 et installe plusieurs plaques dans des rues aux noms d'individus impliqués dans la promotion de l'esclavage depuis cette ville, et au contraire qui ont lutté contre cette pratique.
La ville du Havre quant à elle, après avoir longtemps refusé d'intervenir sur les plaques de rues, accède finalement à la demande de l'association Mémoires & Partages en 2023. L'année suivante, le 6 mai 2024, elle procède à l'installation de dix panneaux explicatifs, cinq dans des rues honorant des personnalités ayant pratiqué la traite négrière depuis ce port, et cinq dans des rues portant des noms de personnes aux positions abolitionnistes.

### Visites guidées et parcours-mémoire

#### Le Bordeaux nègre
La mise en place, depuis 2012, des visites guidées du Bordeaux nègre constitue un tournant dans son action militante. À travers plusieurs parcours, Karfa Diallo fait découvrir l'histoire et les traces de l'esclavage colonial à Bordeaux. Ces visites donnent une approche plus pédagogique, et sont souvent sollicitées par les établissements scolaires.

#### Visites à La Rochelle, au Havre et à Paris
En 2019, il lance à La Rochelle la visite guidée Sur les traces de l'esclavage colonial, puis en 2020 celle du Havre négrier. En 2022, avec l'antenne francilienne de l'association, Karfa Diallo inaugure un parcours-mémoire sur les traces du passé esclavagiste de la capitale.

#### Quartier deLa Négresseà Biarritz
Le 10 octobre 2020, dans le cadre de la campagne demandant le changement de nom du quartier La Négresse de Biarritz, Karfa Diallo lance la visite guidée « Sur les traces de la Négresse de Biarritz ». Celle-ci a pour but de faire découvrir l'histoire de cette affranchie, mais aussi sensibiliser les habitants au caractère raciste et sexiste du mot négresse.

### Dialogue avec des descendants d'armateurs négriers
Un dialogue apaisé et ouvert a par ailleurs été engagé depuis 2014 entre Karfa Diallo et des descendants de familles d'armateurs négriers pour contribuer au travail de mémoire. Loin de toute stigmatisation, l'association Mémoires & Partages souhaite au contraire associer le plus possible de parties prenantes à sa mission.
Également, Jean Bégouën, descendant du grand négrier havrais Jacques-François Begouën de Meaux, est resté adhérant de l'association jusqu'à sa mort en 2015. Il a participé à la rencontre entre Mémoires et Partages et l'ancien maire du Havre Antoine Rufenacht dans le cadre de la campagne sur les rues portant des noms de négriers.

### Actions en Afrique
En plus de son engagement en France, Karfa Diallo milite également sur le continent africain où il tente d'amener les différents pays à se tourner vers leur propre histoire en lien avec l'esclavage. L'objectif est à la fois de rendre hommage aux millions de déportés par les traites occidentale, arabe ou intra-africaine, mais également d'engager un travail de mémoire sur les responsabilités locales, et enfin de combattre les pratiques esclavagistes qui persistent dans certains pays. Il arrive ainsi à faire voter par le Sénégal en 2010 la première loi africaine reconnaissant la traite des noirs et l’esclavage comme un crime contre l’humanité. Depuis lors, une journée commémore le souvenir de l'esclavage dans ce pays, imité depuis par la Tunisie qui, à son tour, a institué une journée annuelle de commémoration. En 2017, Karfa Diallo remet le prix Mémoires partagées à Biram Dah Abeid pour soutenir son combat contre l'esclavage en Mauritanie.

### Black History Month
En février 2018, il est à l'initiative de l'organisation à Bordeaux du premier Black History Month en France. Ce mois de commémoration a pour objectif de montrer l'apport culturel des afro-descendants à l'histoire locale et mondiale. Une deuxième édition s'est tenue en 2019, qui a essaimé sur plusieurs sites en Aquitaine. En revanche, l'édition 2020 a dû être annulée en raison de l'épidémie mondiale de Covid-19.

### Plaidoyer pour réhabiliter les tirailleurs naufragés de l'Afrique
En préparant son exposition Frères d’âme, héritages croisés de la Première Guerre mondiale (2014), Karfa Diallo découvre aux archives l'histoire du paquebot l'Afrique. Ce navire, parti de Bordeaux en 1920, fit naufrage au large des Sables-d'Olonne, emportant avec lui 568 vies dont 178 tirailleurs sénégalais qui rentraient chez eux après leur participation à la Première Guerre mondiale. Très touché par cette histoire, Karfa Diallo lance le 25 janvier 2016 un plaidoyer pour réhabiliter les tirailleurs naufragés. Celui-ci est soutenu par de nombreux parlementaires et citoyens en France et au Sénégal.
Deux ans plus tard, à l'occasion du centenaire de la fin de la Première Guerre mondiale, Karfa Diallo monte une exposition intitulée Le Mémorial des Tirailleurs naufragés et qui reçoit le label Mission du Centenaire 14-18. Cette exposition s'inscrit toujours dans la campagne demandant que les 178 tirailleurs noyés pendant le naufrage soient « reconnus morts pour la France » après leur « sacrifice » dans l'armée coloniale et alors qu'ils regagnaient leurs foyers. Karfa Diallo parle de « quadruple peine » pour ces soldats : « Ils sont dans une situation coloniale, sont réquisitionnés pour une guerre très loin de chez eux, sont naufragés dans cette catastrophe maritime, puis sont oubliés comme victimes ».
Le 9 janvier 2020, pour marquer le centenaire du naufrage, une cérémonie est organisée par l'association Mémoires & Partages sur le quai des Chartrons à Bordeaux. À cette occasion est dévoilée une fresque de l'artiste de rue bordelais A-Mo, représentant une baleine sous la silhouette d'un paquebot.

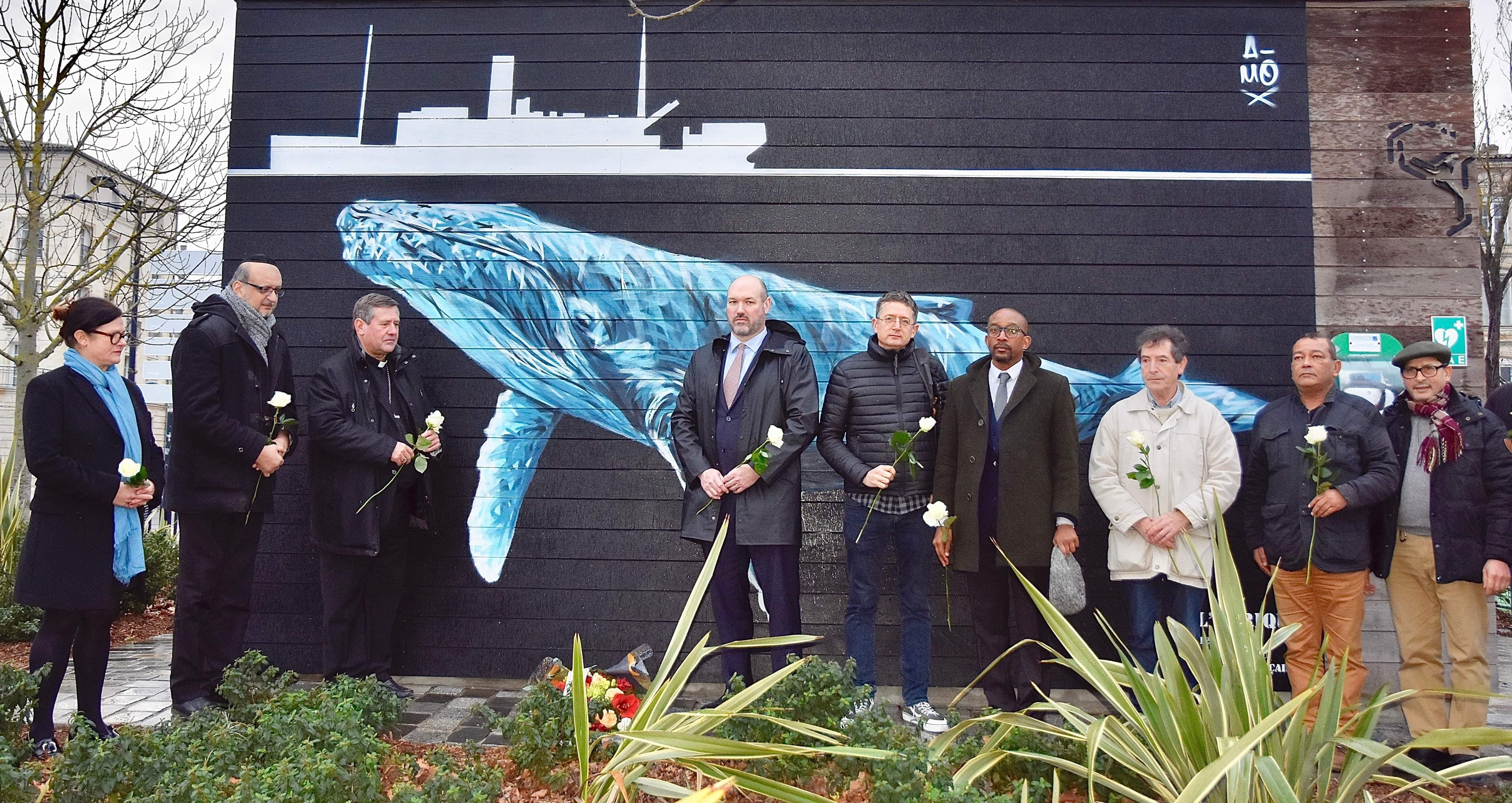
Inauguration de la fresque d'A-Mo le 9 janvier 2020.

### Campagne pour rebaptiser le quartier de«La Négresse»à Biarritz

#### Sensibilisation du public au sujet de la dénomination du quartier
Profitant de la tenue du G7 à Biarritz, Karfa Diallo, accompagné de l'ancien élu biarrot Galéry Gourret-Houssein et de membres de l'association Mémoires & Partages, organise le 22 août 2019 un happening devant la gare de la ville pour interpeller les habitants sur la dénomination du quartier de "La Négresse". Déjà objet de polémiques, ce nom, donné au XIXe siècle par des soldats napoléoniens, en souvenir de la gérante noire d'une auberge, comporte selon lui une connotation raciste et péjorative, et constitue une offense et une humiliation envers les personnes noires. Karfa Diallo fait aussi part de son incompréhension : « nous savons que la ville de Biarritz et ses habitants ne sont pas racistes, alors pourquoi laisser ce nom ? ». Il réclame donc, soit que le quartier reprenne le nom d'Harausta, le nom basque qu'il portait à l'origine et qui est encore employé par les bascophones âgés, soit que la mairie installe des plaques explicatives. Le 10 octobre 2020, profitant du changement de direction à la mairie à la suite des dernières élections municipales, Karfa Diallo revient à Biarritz. Il y donne une conférence intitulée « Pourquoi le quartier de la Négresse doit retrouver son nom basque ? » au café Le Polo à Biarritz et lance une visite guidée « Sur les traces de la Négresse de Biarritz ». À la mairie il est reçu par Thomas Habas, attaché de cabinet de la nouvelle maire Maider Arosteguy (LR), à qui il présente sa demande de rétablissement du nom basque du quartier. La maire rejette sa demande quelques semaines plus tard aux motifs qu'elle n'émane pas d'une association locale, et que la dénomination du quartier constitue même un hommage rendue à la femme noire qui tenait l'auberge. Toutefois la campagne reçoit de plus en plus de soutien, notamment de la part de l'élue biarrote Lysiann Brao (EELV), l'écrivaine bayonnaise Marie Darrieussecq, la sociologue Marie-France Malonga ou encore l'historien Jean-Yves Mollier.

#### Les «procès de La Négresse»
Plusieurs procédures judiciaires sont en cours autour de cette affaire. Deux concernent l'interpellation de Karfa Diallo lors de la manifestation organisée devant la gare de Biarritz le 22 août 2019, avec d'un côté une plainte auprès de l'IGPN pour violences policières, et de l'autre le procès de Karfa Diallo pour rébellion. Une troisième procédure est également lancée auprès du tribunal administratif par l'association Mémoire et Partages pour faire annuler les délibérations, jugées illégales, ayant attribué le nom « La Négresse » à un quartier et une rue de la commune.
La défense de Karfa Diallo est assurée par Me William Bourdon, avocat spécialisé dans la défense des droits de l'homme, et Me Colette Capdevielle, ancienne élue socialiste et avocate au barreau de Bayonne. Monsieur Diallo est également soutenu par un important comité comprenant plusieurs partis ou associations comme EELV Aquitaine, La France Insoumise ou Darwin Climax Coalitions ; ainsi que de nombreuses personnalités : Patrick Chamoiseau, François Durpaire, Benjamin Stora, Serge Bilé, Françoise Vergès, Danièle Obono, Philippe Poutou, Doudou Diène, Firmine Richard, Dominique Sopo, Pap Ndiaye, Patrick Girard-Haddad...

##### Procès pour rébellion de Karfa Diallo
À la suite de son interpellation et placement en garde à vue le 22 août 2019, lors de la manifestation organisée devant la gare de Biarritz en pleine tenue du G7, Karfa Diallo est poursuivi pour rébellion, et deux policiers se sont portés partie civile. Parmi les agents qui ont procédé à son interpellation le 22 août 2019 figure le commissaire Matthieu Valet, arrivé des Bouches-du-Rhône en renfort pour le G7. Ce dernier est le secrétaire national du Syndicat indépendant des commissaires de police, très engagé dans la défense de la loi « sécurité globale ».
Le 3 décembre 2020 se tient l'audience au Tribunal correctionnel de Bayonne. La défense de Karfa Diallo est assurée par Me William Bourdon, avocat spécialisé dans la défense des droits de l'homme, et Me Colette Capdevielle, ancienne élue socialiste et avocate au barreau de Bayonne. Plusieurs personnalités sont venus soutenir Karfa Diallo parmi lesquelles le député Loïc Prud'homme (FI), les conseillers municipaux de Bordeaux Philippe Poutou et Antoine Boudinet.
Selon la procureure, Karfa Diallo a commis du « tapage » en haranguant les passants, et aurait ensuite « opposé une résistance violente » à l'encontre des deux policiers l'ayant contrôlé et interpellé. Un policier affirme avoir été blessé au poignet. La procureure requiert 500 euros d'amende à l'encontre du prévenu, et l'avocat de la partie civile demande la même somme à titre d'indemnisation.
Pour la défense, le tapage n'a pas été relevé, de même qu'aucune preuve n'est apportée pour attester d'un acte de résistance violente qui caractérise la rébellion dans le code pénal. Selon Me Colette Capdevielle, « le fait de résister simplement pacifiquement, en refusant de bouger, d'avancer, n'est pas constitutif du délit de rébellion ». À l'inverse, Karfa Diallo considère que le commissaire présent parmi les policiers a été « incapable de discernement, de proportion ». Il affirme ne pas s'être débattu, mais avoir pourtant subi un plaquage ventral brutal, avec passage de menottes et plusieurs genoux sur lui pour l'immobiliser. Il fait le parallèle avec l'escalade de violences policières et dénonce le « sentiment d'impunité que l'État autorise ». Pour Me William Bourdon, qui défend aussi la famille d’Éric Chouviat, ce livreur décédé à la suite d’une interpellation musclée le 3 janvier 2020, il y a « une dérive » qui consisterait à la scénarisation du délit de rébellion quand « un contrôle dérape ». Les avocats de Karfa Diallo plaident la relaxe et demandent la nullité du contrôle d'identité.
Le 14 janvier 2021, le tribunal correctionnel de Bayonne prononce la relaxe pour Karfa Diallo, tandis que les policiers, qui s’étaient constitués partie civile, sont déboutés de leurs demandes. M. Diallo voit dans cette victoire « l’acte 1 de la Négresse ».

##### Plainte pour violences policières sur la personne de Karfa Diallo
Parallèlement à sa relaxe, Karfa Diallo s'estime victime de violences par une personne dépositaire de l’autorité publique. Il affirme, alors qu'il n'opposait aucune résistance, avoir été brutalement plaqué au sol et menotté par des policiers lors de son interpellation pendant la manifestation en gare de Biarritz le 22 août 2019. Karfa Diallo a déposé une plainte le 8 septembre 2019 auprès de l'IGPN mais celle-ci n'a pas encore été instruite.

##### Action en justice devant le tribunal administratif de Pau
À côté de ces deux affaires, l'association Mémoires & Partages engage une procédure auprès du Tribunal administratif de Pau pour qu’il contraigne la municipalité à revenir sur les délibérations « illégales » ayant octroyé le nom de « la Négresse » à un quartier et une rue de la commune.
En octobre 2020, l'association, par l'intermédiaire de son avocat Me William Bourdon, adresse un courrier formel à la maire de Biarritz, laissant à celle-ci un délai de deux mois pour agir sur la dénomination du quartier, avant le lancement d'une action en justice. Dans ce courrier, Me Bourdon affirme que « cette demande s'inscrit dans un mouvement de prise de conscience – tant à l'échelle nationale qu'internationale – de la nécessité de s'interroger sur la subsistance dans nos sociétés de traces d'événements aujourd'hui justement qualifiés de crimes contre l'humanité ». À titre d'exemple, il cite notamment le cas de la Commission de toponymie du Québec qui, en 2015, a annoncé le changement de nom de onze lieux contenant le mot « nègre », en français ou en anglais, estimant qu’ils étaient susceptibles de « porter atteinte à la dignité des membres de la communauté noire ».

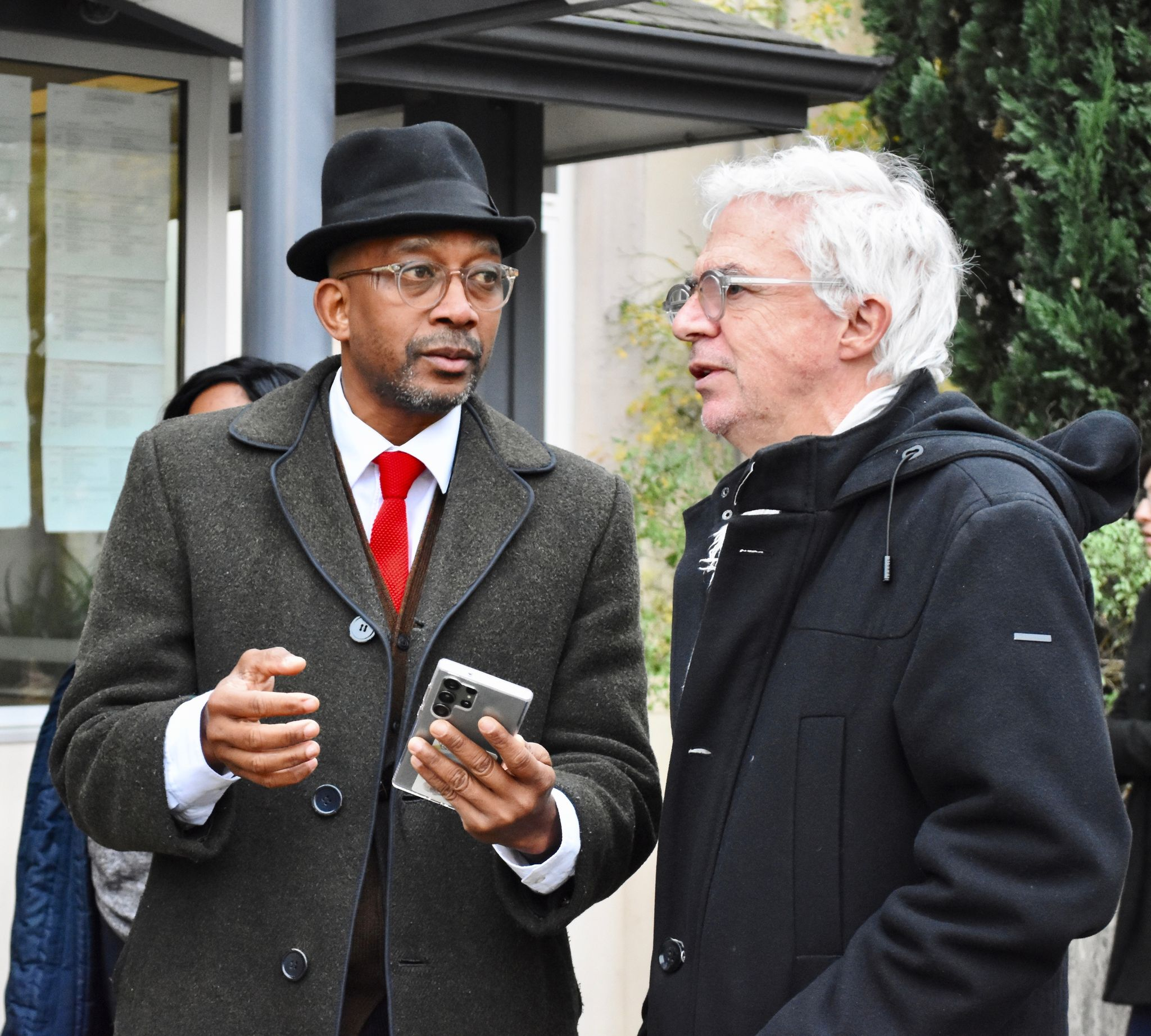
Karfa Diallo et devant le tribunal administratif de Pau, 7 décembre 2023.

Le 2 décembre 2020, devant le refus de la mairie de mettre la problématique du nom de quartier à l'agenda du conseil municipal, l'association Mémoires et Partages saisit le tribunal administratif de Pau,. Le procès s'ouvre le 7 décembre 2023, trois ans après le dépôt du recours. L'association, représentée par Me William Bourdon, demande que la délibération municipale d'attribution du nom de "La Négresse" au quartier soit reconnue comme illégale. Elle invoque notamment la jurisprudence, pour qui « l'attribution d'un nom à un espace public ne doit être ni de nature à provoquer des troubles à l'ordre public, ni à heurter la sensibilité des personnes, ni à porter atteinte à l'image de la ville ou du quartier concerné ». Comme exemple, elle cite le rejet d’une rue André Tisserand à Belfort, en 2016. Si Me Bourdon se défend de vouloir gommer l’histoire : « on ne veut pas faire disparaître les rues Colbert ou les librairies Blaise Cendrars », il estime néanmoins que : « dans un espace public, l’appellation Négresse renvoie à une image racialisée, au passé colonial, à l’esclave ». Pour la rapporteure publique Virginie Dumez-Fauchille, « le terme est péjoratif et peut inciter le Conseil municipal à une modification de son propre chef ». Elle suggère toutefois aux juges de rejeter la requête de l'association Mémoires & Partages, estimant que ce nom « ne peut être retenu comme une atteinte à la dignité humaine ». Quant à Me Pierre Cambot, avocat de la ville de Biarritz, il affirme que le nom de La Négresse est « une marque de reconnaissance », concernant une femme « dont on ne sait si elle était noire ou brune » (malgré les dernières recherches historiques).

Par jugement du 21 décembre 2023, la juridiction administrative a débouté l'association de sa requête. Dans le jugement rendu, il est estimé « qu'en dépit de l’évolution sémantique du terme "négresse" depuis 1861 vers une connotation péjorative, la dénomination en cause ne pouvait être regardée comme portant atteinte au principe de sauvegarde de la dignité humaine ». Le tribunal souligne aussi que le conseil municipal de Biarritz a donné ce nom en 1861 dans une « perspective mémorielle, en hommage à la personne considérée et à l’histoire locale qui l’accompagne, et non dans le but de présenter de manière dégradante, humiliante ou avilissante une esclave ou descendante d’esclave à la peau noire ou de stigmatiser les membres d’une communauté pour un motif raciste ». Enfin, le tribunal a relevé « qu'il n'était pas établi, ni d’ailleurs allégué, que le nom "La Négresse", utilisé constamment depuis 150 ans, avait été de nature à heurter la sensibilité des habitants de la commune ». Me William Bourdon déplore quant à lui une décision « timorée » de la part du tribunal administratif, « qui n'a pas pris ses responsabilités ». Selon lui, « ce terme est bien plus que péjoratif, il est raciste. Personne ne peut contester qu'une dénomination à caractère raciste ne soit pas attentatoire à la dignité ».

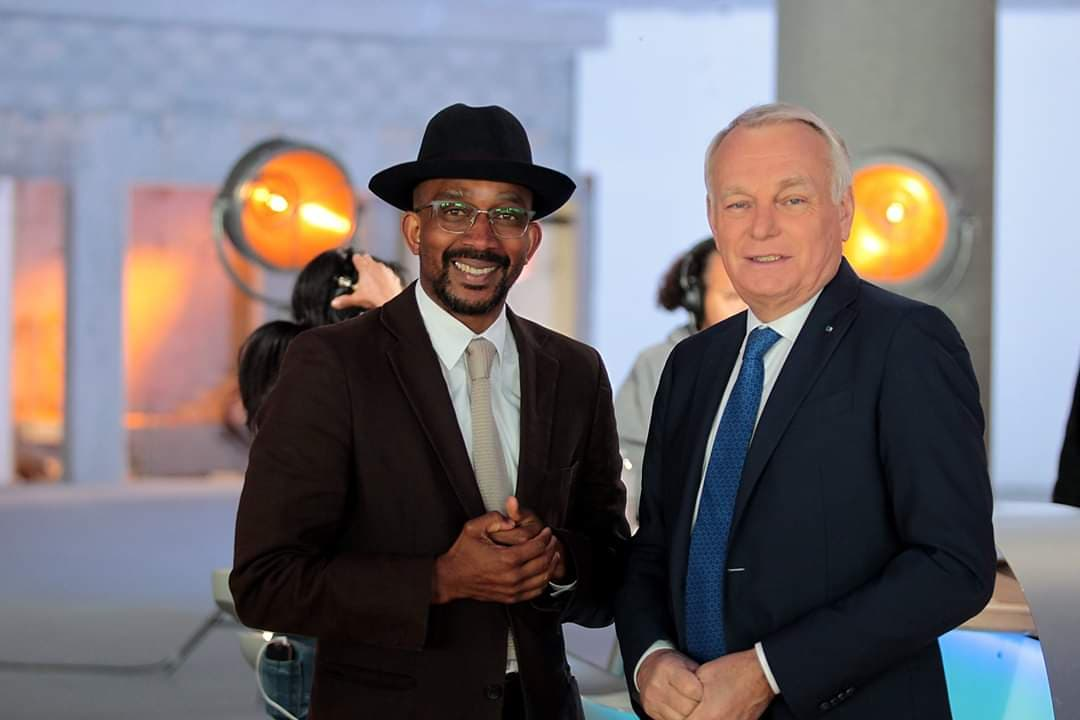
Karfa Diallo et Jean-Marc Ayrault.

### Fondation pour la Mémoire de l'Esclavage
En 2019, Karfa Diallo est choisi par l'ancien Premier ministre Jean-Marc Ayrault pour représenter l'association Mémoires & Partages au sein du conseil d'orientation de la toute nouvelle Fondation pour la Mémoire de l'Esclavage, créée un an plus tôt.

### Affaire du blanchiment de la statue de l’esclave Modeste Testas
Au matin du 13 septembre 2021, à Bordeaux, la statue de l’esclave Modeste Testas est trouvée recouverte de peinture blanche. La piste d'un acte de vandalisme raciste est d'abord envisagée par la mairie, et par l'association Mémoires et Partages qui décide alors de porter plainte contre X pour exiger « la sanctuarisation des symboles de la mémoire crimes contre l’humanité que furent la traite et l’esclavage des noir.e.s. ». L'enquête de police révèle finalement que l'auteur de ce blanchiment est en réalité un étudiant en art qui voulait réaliser un moulage. Même si l'étudiant a reconnu qu’il réalisait un travail sur « l’héritage colonial et esclavagiste de la ville », Mémoires & Partages choisit de maintenir sa plainte contre l’auteur de la dégradation : « car nous sommes là en présence d’un délit, malgré le caractère « artistique » avancé par l’auteur ». L’association demande à la Ville de Bordeaux de « renforcer la sanctuarisation de cette statue par une signalétique et une délimitation suffisamment informatives sur le sens de ce lieu de mémoire ».

## Expérience politique

### Élections municipales à Bordeaux
En 2001, afin de forcer les élus locaux à s’intéresser à la mémoire de l'esclavage et à la diversité, Karfa Diallo dirige Couleurs bordelaises, une liste qui a obtenu un peu moins de 4 % des suffrages lors des municipales,. Sa candidature est également mise en avant en 2008.
Longtemps proche des socialistes, il s’est éloigné d’eux. « Je ne suis d’aucun bord. Je ne suis encarté nulle part. Je veux avant tout rester un homme libre », explique Karfa Diallo qui a aussi épaulé le chanteur Youssou Ndour lors de sa tentative de candidature à la présidentielle sénégalaise de 2012.

### Élections régionales en Nouvelle-Aquitaine
À l'occasion des élections régionales de 2021, Karfa Diallo est élu conseiller sur la liste écologiste « Nos terroirs, notre avenir » emmenée par Nicolas Thierry. Avec 10% des suffrages, la liste compte 19 élus. Karfa Diallo est alors le seul élu noir au Conseil régional de Nouvelle-Aquitaine.

#### Amendement pour donner la priorité des financement facultatifs aux lycées publics
Le 13 décembre 2021, en tant qu'élu du groupe écologiste, solidaire et citoyen, Karfa Diallo intervient en séance plénière du Conseil régional afin de dénoncer les nouvelles aides financières non réglementaires que la région s'apprête à voter en faveur des établissements privés catholiques sous contrat. L’amendement proposé par son groupe demande de limiter le financement de l'enseignement privé catholique à son minimum légal, afin d'accorder la priorité des financements facultatifs aux lycées publics. Alain Rousset, le président socialiste du Conseil régional, fait immédiatement rejeter l'amendement. S'il qualifie alors les propos de Karfa Diallo de « purement scandaleux » et de « sectarisme débile », Alain Rousset reconnaît ensuite s'être laissé emporter.

## PrixMémoires partagées
Chaque année depuis 2017, Karfa Diallo et l'association Mémoires & Partages remettent le prix Mémoires partagées à une personnalité engagée dans le combat pour la liberté :
- 2017 - Biram Dah Abeid, homme politique mauritanien. Prix remis pour son combat contre la persistance de l'esclavage en Mauritanie.
- 2018 - Halimata Fofana, écrivaine. Prix remis pour son combat contre l’excision.
- 2019 - Pierre Cherruau (à titre posthume), journaliste. Prix remis pour son combat pour un journalisme respectueux des cultures africaines[84].
- 2021 - Ghislaine Barnay et Roger Bambuck, deux grands champions français originaires des Antilles, pour rendre hommage « à deux athlètes engagés contre le racisme »[85].
- 2022 - Marcel Dorigny (à titre posthume), historien spécialiste de l'esclavage colonial[86].

## École des mémoires
En 2015, le remplacement de la Fondation pour le mémorial de la traite des Noirs par l'association Mémoires & Partages visait, pour Karfa Diallo, à développer le concept d'École des mémoires. L'ambition est de transmettre une culture de mémoires ouvertes et apaisées aux générations futures et d'œuvrer pour un nouvel humanisme, une nouvelle conscience. À la fois projet social, urbain et projet mémoriel, l’objectif de l'École des mémoires est double : mettre en exergue les héritages de l’esclavage colonial et instituer un espace consacré au dialogue des mémoires, de toutes les mémoires en partage dans la société française et toutes les autres sociétés du monde. L’humanisme du XXIe siècle passe par l’invention de nouvelles formes d’apprentissage et d’éducation de l’histoire de l’humanité. L’École des mémoires permet ainsi, en partant de l’histoire de la traite des Noirs, d'entrer en dialogue avec d’autres mémoires (la Shoah, le Rwanda, la Bosnie, etc.) dans le sens d’un partage pour une fraternité vraie.

## Maison Esclavages et Résistances

### Le projet
L'association Mémoires et Partages porte le projet d'une « maison contre les esclavages ». Selon sa feuille de route, le lieu à la fois commémoratif et culturel doit notamment porter sur « les esclavages de notre modernité, du XVe siècle à aujourd'hui, qu’ils soient intra-africains, arabo-musulmans, et occidentaux », et explorer de façon pédagogique « les liens entre mémoire des esclavages et discriminations raciales contemporaines ».
Le coût du projet, estimé à 4,7 millions d'euros, pourrait être pris en charge par un groupement d'intérêt économique associant des collectivités et des mécènes. L'architecture du centre serait quant à elle confiée à Julie Druillet, pour qui « l’exercice commémoratif est un peu délaissé par les architectes » alors qu'il y a « tout à faire et que ce ne doit pas être forcément un projet figé ».

### Mission de préfiguration et consultations
En mai 2022, sous l'égide de la mairie de Bordeaux, l'association Mémoires et Partages lance une mission de préfiguration du projet. Celle-ci comprend une trentaine de membres (associatifs, politiques, historiens, membres de la société civile, etc). Parmi eux, on compte notamment Clément Rossignol Puech, maire de Bègles, Norbert Fradin, fondateur du Musée Mer Marine, Julie Duprat, historienne, Philippe Barre, fondateur de Darwin, Naïma Charaï, ancienne présidente ACSE, Hugues Martin, ancien maire de Bordeaux, les députés de Gironde Alain David et Loïc Prud’homme, Olivier Escots, adjoint au maire de Bordeaux et conseiller municipal délégué chargé du sujet mémoriel, ainsi que les poètes et écrivains Gabriel Okoundji et Donatien Garnier.
Un an plus tard, après une consultation citoyenne qui s'est tenue du 28 janvier au 28 avril 2023, 10 ateliers organisés dans différents sites de Bordeaux et sa métropole, et l'audition d'une quarantaine de personnalités, la mission de préfiguration rend son rapport au maire de Bordeaux Pierre Hurmic. Comme site d'implantation du lieu, désormais nommé Maison Esclavages et Résistances, l’ancien site Borifer du quartier de la Bastide, a d'abord été envisagé. Puis, en janvier 2024, le Grand port maritime de Bordeaux a annoncé qu'il mettrait un terrain à disposition pour le projet dans le quartier des Bassins à flots,.
Dans un communiqué de presse du 15 mai 2024, la municipalité reconnaît que « l’attente d’une programmation sociale, culturelle et artistique liée à la résistance contre toutes les formes d’esclavage, passées ou actuelles, apparaît particulièrement pertinente et nécessite d’être approfondie ». La ville s’engage donc « à poursuivre le travail citoyen initié » par l'association Mémoires & Partages, et à réaliser désormais, avec les acteurs institutionnels, scientifiques et associatifs, un diagnostic des dispositifs existants. Celui-ci devra être rendu « au plus tard à l’été 2025 », afin de définir la programmation et « l’opportunité d’un lieu dédié ».

## Œuvres

### Essais
- 2008 - Triangle doré. Éditions DiversCités, Bordeaux.
- 2010 - Matins noirs, essai poétique pour une nouvelle négritude. Éditions Ex Æquo[97], Collection Hors cadre, Châlons-en-Champagne.
- 2015 - Sénégal – France, mémoires d’alternances inquiètes. L’Harmattan[9]. Collection Points de vue. Paris.
- 2017 - Les légions de Senghor, recueil de poèmes. Éditions Ex Æquo[98], Collection A l'En-vers, Plombières-les-Bains.
- 2023 - Maison Esclavages & Résistances : document. Éditions Zola Ntondo.

### Expositions documentaires
- 2013 - Aimé Césaire, j'ai apporté une parole d'homme, à l'occasion du centenaire de sa naissance.
- 2014 - Frères d’âme, héritages croisés de la Première Guerre mondiale (label Mission du Centenaire 14-18)[100].
- 2015 - Bord'Africa, les descendants, sur les afro-descendants à Bordeaux.
- 2016 - Triangle doré, une histoire de l'esclavage.
- 2017 - Senghor, l'Africain universel.
- 2018 - Le Mémorial des Tirailleurs naufragés, autour du naufrage de navire l'Afrique (label Mission du Centenaire 14-18)[101].
- 2018 - On a tous en nous quelque chose de Madiba, à l'occasion du centenaire de la naissance de Nelson Mandela[102].
- 2023 - Afrodescendant.e.s du Bordeaux Colonial[103].
- 2023 - Madinina, la Martinique face à l'esclavage colonial[104].

### Événements commémoratifs
- Février 2018 - Black History Month, organisation à Bordeaux du Mois de l'histoire des Noirs [105],[106].
- Février 2019 - Black History Month, deuxième édition[45].

### Journaux en ligne
- Directeur de publication et éditorialiste du journal SeneNews.com.
- Tribunes sur le site internet du journal Jeune Afrique[107].
- Blog sur le site de Mediapart[108].

### Films
En tant qu'acteur :
- 2007 - Retour à Gorée, périple du chanteur Youssou Ndour sur les traces des esclaves noirs et de la musique qu'ils ont inventée.